# Empis aurata
Empis aurata är en tvåvingeart som beskrevs av Charles Joseph de Villers 1789. Empis aurata ingår i släktet Empis och familjen dansflugor.
Artens utbredningsområde är Frankrike. Inga underarter finns listade i Catalogue of Life.